# Mattias Rönngren
Mattias Rönngren (22 novembre 1993) è uno sciatore alpino svedese.

## Biografia
Attivo in gare FIS dal novembre del 2008, Rönngren ha esordito in Coppa Europa il 28 novembre 2012 a Reiteralm in discesa libera (49º), in Coppa del Mondo il 12 dicembre 2014 a Åre in slalom gigante, senza completare la prova, e ai Campionati mondiali a Sankt Moritz 2017, dove si è classificato 27º nello slalom gigante; nella successiva rassegna iridata di Åre 2019 è stato 25º nel supergigante e non ha completato lo slalom gigante e a quella di Cortina d'Ampezzo 2021 ha vinto la medaglia d'argento nella gara a squadre, si è classificato 15º nello slalom parallelo e non ha completato supergigante, slalom gigante e combinata. Ai XXIV Giochi olimpici invernali di Pechino 2022, sua prima presenza olimpica, si è piazzato 13º nella gara a squadre e non ha completato lo slalom gigante, mentre ai Mondiali di Courchevel/Méribel 2023 è stato 21º nello slalom gigante, 12º nel parallelo e 11º nella gara a squadre. Il 25 gennaio 2025 ha ottenuto a Turnau in slalom gigante il primo podio in Coppa Europa (2º).

## Palmarès

### Mondiali
- 1 medaglia:
  - 1 argento (gara a squadre a Cortina d'Ampezzo 2021)

### Coppa del Mondo
- Miglior piazzamento in classifica generale: 93º nel 2020

### Coppa Europa
- Miglior piazzamento in classifica generale: 33º nel 2025
- 3 podi:
  - 2 secondi posti
  - 1 terzo posto

### South American Cup
- Miglior piazzamento in classifica generale: 25º nel 2024
- 1 podio:
  - 1 secondo posto

### Australia New Zealand Cup
- Miglior piazzamento in classifica generale: 4º nel 2015
- 4 podi:
  - 1 secondo posto
  - 3 terzi posti

### Far East Cup
- Miglior piazzamento in classifica generale: 19º nel 2017
- 4 podi:
  - 2 secondi posti

### Campionati svedesi
- 15 medaglie:
  - 6 ori (combinata nel 2017; slalom gigante nel 2018; supergigante, slalom gigante nel 2019; slalom gigante nel 2021; slalom gigante nel 2024)
  - 5 argenti (supergigante, slalom gigante nel 2016; supergigante nel 2017; supergigante nel 2018; slalom speciale nel 2019)
  - 4 bronzi (supergigante, slalom gigante nel 2015; discesa libera nel 2017; combinata nel 2018)